# Pozitroniu
Pozitroniul este un sistem de particule (atom exotic) instabil format dintr-un electron și un pozitron orbitând în jurul centrului comun de masă.
A fost prezis de savantul croat Mohorovičić în 1934. Este similar unui atom de hidrogen.
Pozitronul este antiparticula electronului, având ca principală caracteristică faptul că la interacțiunea cu materia se poate anihila cu un electron în stare liberă sau poate forma o stare legată de tipul atomului de hidrogen, numită pozitroniu (Ps).
Pozitroniul are un timp de viață foarte scurt, după care electronul și pozitronul se anihilează: ei dispar ca particule materiale și sunt emiși doi fotoni în direcții opuse și având aceeași frecvență. Nu poate să apară un singur foton deoarece nu ar fi respectată conservarea impulsului. Procesul de anihilare se poate produce și în mod direct în urma recombinării, fără formarea pozitroniului ca fază intermediară.
Datorită posibilităților de combinare a spinilor electronului și pozitronului există două stări: para-pozitronium (p-Ps) cu spinii antiparaleli (timp de viață 0,125 ns) și orto-pozitroniu (o-Ps) cu spinii paraleli (timp de viață 142 ns). O-Ps se anihilează prin doi fotoni iar p-Ps prin doi sau trei fotoni. Anihilarea o-Ps se poate face prin anihilarea celor doi constituenți sau prin culegerea unui electron lent din mediu prin fenomenul de „pick-off”. Timpul de viață al o-Ps anihilat prin mecanismul de „pick-off” depinde mult de mediul în care se deplasează, de aici rezultând rolul o-Ps în studiul densității electronice care guvernează proprietățile legăturilor chimice în molecule și structura fizică a moleculelor.